# Winter-Asienspiele 2025/Skilanglauf
Bei den IX. Winter-Asienspielen fanden sechs Wettkämpfe im Skilanglauf statt. Austragungsort war das Yabuli Ski Resort sein. Im Vergleich zu 2017 wurden die Freistilrennen über 10 bzw. 15 km sowie der Massenstart über 15 bzw. 30 km gestrichen.

## Bilanz

### Medaillenspiegel
| Platz  | Land                | Gold | Silber | Bronze | Gesamt |
| ------ | ------------------- | ---- | ------ | ------ | ------ |
| 1      | Volksrepublik China | 5    | 2      | 3      | 10     |
| 2      | Japan               | 1    | 2      | 1      | 3      |
| 3      | Kasachstan          | –    | 2      | 2      | 4      |
| Gesamt | Gesamt              | 6    | 6      | 6      | 18     |

### Medaillengewinner
| Disziplin          | Gold                                                                       | Silber                                                                              | Bronze                                                                       |
| ------------------ | -------------------------------------------------------------------------- | ----------------------------------------------------------------------------------- | ---------------------------------------------------------------------------- |
| Männer             |                                                                            |                                                                                     |                                                                              |
| Sprint Klassisch   | Wang Qiang                                                                 | Konstantin Borzow                                                                   | Saimuhaer Sailike                                                            |
| 10 km Freistil     | Haruki Yamashita                                                           | Takatsugu Uda                                                                       | Olschas Klimin                                                               |
| 4 × 7,5 km Staffel | Volksrepublik ChinaLi Minglin Ciren Zhandui Bao Lin Wang Qiang             | JapanShota Moriguchi Takatsugu Uda Yuito Habuki Haruki Yamashita                    | KasachstanKonstantin Borzow Nail Bashmakov Olschas Klimin Vladislav Kovalyov |
| Frauen             |                                                                            |                                                                                     |                                                                              |
| Sprint Klassisch   | Li Lei                                                                     | Meng Honglian                                                                       | Dinigeer Yilamujiang                                                         |
| 5 km Freistil      | Bayani Jialin                                                              | Dinigeer Yilamujiang                                                                | Chi Chunxue                                                                  |
| 4 × 5 km Staffel   | Volksrepublik ChinaLi Lei Chi Chunxue Chen Lingshuang Dinigeer Yilamujiang | KasachstanXeniya Shalygina Kamila Yelgazinova Angelina Shuryga Nadezhda Stepashkina | JapanMayu Yamamoto Chika Kobayashi Yuka Yamazaki Karen Hatakeyama            |